# Sociedad Deportiva Sarriana
La Sociedad Deportiva Sarriana es un club de fútbol español de la localidad gallega de Sarria, en la provincia de Lugo. Fundado en el año 1968, compite en el Grupo 1 de la Segunda Federación, categoría en la que debuta en la temporada 2025/26. Juega sus partidos como local en el Estadio Municipal de Ribela.
Actualmente compite en el Grupo 1 de la Segunda Federación.

## Historia
El 21 de mayo de 2023 consigue el ascenso a Tercera Federación por primera vez en su historia.
El 22 de junio de 2025 consigue el ascenso a Segunda Federación por primera vez en su historia tras derrotar 3-2 al Atlético Pulpileño en los play-offs de ascenso.